# Nogra
Nogra,  Rod je višegodišnjih penjačica iz porodice mahunarki kojemu pripada ukupno 4 vrste raširene po Indiji, Kini (jedna) i Indokini.
Rod je smješten u  podtribus Glycininae, dio tribusa Phaseoleae. 

## Vrste
1. Nogra dalzellii (Baker) Merr.; indijski endem.
2. Nogra filicaulis (Kurz) Merr.
3. Nogra grahamii (Wall. ex Benth.) Merr.
4. Nogra guangxiensis C.F.Wei; kineski endem.

### Sinonimi
- Grona Benth. & Hook.f.; Gen. Pl. 1: 535 (1865), non Lour.